# Asseburg (Ringwall)
Die Asseburg ist eine abgegangene Ringwallanlage in Wassel in Niedersachsen.

## Beschreibung
Am südwestlichen Ortsrand von Wassel finden sich die Reste einer kreisförmigen Ringwallanlage. Auf historischen Karten der Kurhannoverschen Landesaufnahme von 1781 wird die Stelle als vollständig erhaltener ovaler Ringwall dargestellt. Um 1860 begann die Einebnung des Walls. 1895 wurde die Anlage als ringförmiger Erdwall beschrieben. Der Wall war zu dieser Zeit noch 15 m breit und etwa 2,5 m hoch. Ihm war ein 6 m breiter Graben vorgelagert. 1901 war nur noch ein 30 m langes Wallstück vorhanden, an dessen Erhalt kein denkmalpflegerisches Interesse mehr bestand. 1924 ist infolge des landwirtschaftlichen Überpflügens eine weitgehende Einebnung festgestellt worden. 1934 wurden erste Luftbilder von der Anlage aufgenommen. Seither ist das Objekt regelmäßig durch die Luftbildarchäologie erkundet worden.
Die noch bis zu einen Meter hohen Wallreste liegen auf einer Ackerfläche und lassen sich trotz Einebnung durch Überpflügen noch als Bodenwellen erahnen. Auf Fotos der Luftbildarchäologie aus dem Jahr 1979 ist die Anlage anhand der dunklen Färbung des Grabens und des Walls klar erkennbar. Die frühere Wallburg hat einen Durchmesser von etwa 70 m. Da noch keine archäologische Untersuchung erfolgte, ist nichts über ihren Aufbau, ihre Errichtungs- und Nutzungszeit bekannt. Aufgrund ähnlicher Anlagen in der weiteren Umgebung (Heisterburg, Burg Heeßel) lässt sich eine Entstehung im frühen bis hohen Mittelalter vermuten.

## Geschichte
Die Asseburg könnte im Zusammenhang mit dem Grafengeschlecht von Wassel stehen, das mit Konrad II. von Wassel im 12. Jahrhundert erlosch. Bereits 1458 wurde eine Artborch als Lehen der Hildesheimer Bischöfe an die Herren von Gleidingen erwähnt.